# シュテファン・ヴラダー
シュテファン・ヴラダー（Stefan Vladar、1965年 - ）は、ウィーン生まれのオーストリアのピアニスト、指揮者。

## 経歴
1965年、ウィーン生まれ。6歳からピアノのレッスンを受け、1973年にウィーン国立音楽大学に入学し、レナーテ・クラマー＝プライゼンハマー (Renate Kramer-Preisenhammer) やハンス・ペーターマンドル (Hans Petermandl) に師事した。初公演は13歳のときであり、18歳のときにはウィーン楽友協会へのデビューを果たした。
1985年、ウィーンの第7回ベートーヴェン国際ピアノコンクールで参加者中最年少で優勝し、オーストリア人として初めてのこのコンクールの優勝者となった。1994年にはウィーン・モーツァルト協会 (Mozartgemeinde Wien) からモーツァルト・メダル (Mozartinterpretationspreis) を受賞した。
1999年にウィーン音楽大学教授となった。
ヴラダーは、コンサート・ピアニストとしての演奏活動に加えて、指揮者としても活動している。2002年からグラーツ大管弦楽団 (Großes Orchester Graz) の首席指揮者を務めており、2008年からはウィーン室内管弦楽団の首席指揮者となっている。

## レーベル・録音
ヴラダーは、1990年にソニー・ミュージックレコーズのクラシック音楽レーベルであるソニー・クラシカルの専属となり、ピアノ曲をはじめ、室内楽、協奏曲をこのレーベルから出している。
ソニー以外では、カメラータ、ナクソス、コッホなどのレーベルからCDが発売された例がある。